# Frane Gligora
Frane Gligora (Kolan, 1945.), hrvatski slikar i likovni pedagog.

## Životopis
Rođen je u Kolanu na otoku Pagu u težačkoj obitelji. U Kolanu pohađao osnovnu školu. Već onda pokazivao sklonost prema crtanju i slikanju, ali nije imao likovnog pedagoga. Upisao je Pedagošku akademiju u Rijeci. Studirao likovne umjetnosti. Prvi pravi učitelj - mentor bio mu je profesor slikanja Zdenko Balabanić iz Novalje, čiji je otac, također rođen u Kolanu. Na rad su mu utjecala djela Miljenka Stančića, posebno njegovi prikazi starih varaždinskih krovova, ulica i trgova. Od povratka u rodni Kolan, Gligora proučava kamen, njegovu teksturu i strukturu, njegovo značenje u životima otočana. U toj su mu fazi postale bliskije slike Frana Šimunovića iz faze slikanja kamenitih krajolika rodne mu Zagore i slike Otona Glihe iz ciklusa "Gromače". Fasciniraju ga suhozidi i kamen, jer su suhozidi "osobna iskaznica" dijela otoka odakle je Gligora. Suhozidi na njegovim slikama su granični zidovi - međe između vlasnika pašnjaka, a u Kolanu ih zovu ogradice. Tražeći pravi izričaj, došao je do slikanja u tehnici ulja na platnu. Dugogodišnji je likovni pedagog. Samostalno izlagao osam puta. Prvi put je izlagao u Kolanu 1988. Izlagao je još u Novalji, Pagu, Varaždinu, Splitu i Zadru. Od 2003. član udruge likovnih umjetnika ZadArt.